# Almási Tamás
Almási Tamás (Székesfehérvár, 1948. július 26. –) Kossuth- és Balázs Béla-díjas magyar filmrendező, forgatókönyvíró, operatőr, a Színház- és Filmművészeti Egyetem tanára.

## Életpályája
1975–1979 között a Színház- és Filmművészeti Főiskola film- és televízió rendező-operatőr szakán tanult, Fábri Zoltán, Gábor Pál, Illés György tanítványaként.
1970–1975 között a Mafilmnál többek között Szabó István, Fábri Zoltán, Jancsó Miklós és Zolnay Pál asszisztense, Radványi Géza társrendezője volt. 1979-től játékfilmes, majd dokumentumfilmeket készített. 1979–1993 között filmrendezőként dolgozott a Mafilmnél. 1997 óta a Filmdimenzió Kft. ügyvezetője. 1999 óta tanít filmrendezést a Színház- és Filmművészeti Egyetemen, habilitált egyetemi tanár. 2006-ban doktorált, 2007-ben a Doktori Tanács alapító tagja volt.
Játékfilmjei és dokumentumfilmjei sűrítetten drámaiak. Erős érzelmi hatásokkal dolgozik. Közel negyven egész estés dokumentumfilmet rendezett. Számos európai és tengerentúli fesztiválon szerepelt sikerrel. Filmjeit több mint 40 országban láthatták.
Az ózdi acélgyártás és nehézipar dicső múltjáról, majd pedig a rendszerváltáskori leépüléséről 1987-2006 között forgatott, összesen nyolc darab dokumentumfilmet.

### Oktatói tevékenysége

#### Oktatószakmai tapasztalatai
- 2012-2019: DocNomads – angol nyelvű joint master MA képzés – Szemeszter Igazgató, Academic Board tag.
- 2012: Dokumentumfilm-rendező MA, mesterképzés szakvezető
- 2011: Habilitált (dr. habil.)
- 2010: Egyetemi tanár
- 2006–2007: Egyetemi adjunktus
- 2007: Egyetemi docens
- 2007: Doktori Iskola, törzstag
- 2006: Doktori fokozat megszerzése
- 2005–2012: Szenátus (korábban egyetemi tanács) tagja
- 2005: Várkonyi Zoltán Alapítvány, kuratóriumi tag
- 2004–2006: Egyetemi tanársegéd
- 2000–2003: DLA hallgató
- 1999–2004: Óraadó, megbízott osztályvezető

## Filmjei
- 2019 – Folyékony arany – rendező, író
- 2015 – Tititá – rendező, író, producer
- 2009 – Puskás Hungary – rendező
- 2008 – Márió, a varázsló – rendező, író
- 2006 – A mi kis Európánk – rendező, operatőr
- 2005 – Harmadik találkozás – rendező, producer
- 2004 – Valahol otthon lenni – rendező, operatőr
- 2004 – Valahol otthon lenni 3 részes tévé sorozat – rendező, operatőr
- 2003 – Az út vége – rendező, író, operatőr
- 2002 – Sejtjeink – rendező, operatőr
- 2001 – Sejtjeink 5 részes tévé sorozat – rendező, operatőr
- 2001 – Kitüntetetten – rendező, producer
- 2001 – Alagsor – rendező, író, operatőr, producer
- 1999 – Szerelem első hallásra – rendező, író, operatőr,producer
- 1998 – Tehetetlenül – rendező, író, társoperatőr
- 1996 – Kudarcok – rendező, író, operatőr
- 1996 – Szívügyem – rendező, író, társoperatőr
- 1995 – Meddő – rendező, író, társoperatőr
- 1995 – Petrenkó – rendező, író, társoperatőr
- 1994 – Acélkapocs – rendező, író, operatőr
- 1994 – Találkozó – rendező, író
- 1993 – Miénk a gyár I – rendező, író
- 1993 – Miénk a gyár II – rendező, író
- 1991 – Ítéletlenül – rendező, író
- 1988 – Az első száz év – rendező, író
- 1989 – Lassítás – rendező, író
- 1988 – Szorításban – rendező, író
- 1986 – Ballagás után öt évvel – rendező, író
- 1986 – TEHO - napló – rendező, író
- 1985 – Budapesti kettős – rendező, társíró
- 1985-95 – Tíz év múltán – rendező, író, operatőr
- 1984 – Amphitryon – rendező
- 1983 – Kölyköd voltam – rendező, író
- 1982 – Sok húron pendülnek – rendező, író
- 1980 – Ballagás – rendező, társíró
- 1979 – Circus Maximus, társrendező
- 1979 – Az erőd – rendezőasszisztens
- 1978-79 – Hasta Manana  – rendező, író
- 1977 – Előjátékok – rendező, író
- 1976 – Meddig él egy fa? – rendező, író
- 1975-76 – Vizit – rendező, író
- 1975 – Tűzgömbök – rendezőasszisztens
- 1975 – 141 perc a befejezetlen mondatból – rendezőasszisztens
- 1974 – Idegen arcok – rendezőasszisztens
- 1973 – Plusz-mínusz egy nap – rendezőasszisztens
- 1973 – Tűzoltó utca 25. – rendezőasszisztens
- 1972 – Még kér a nép – rendezőasszisztens
- 1972 – Meztelen vagy – rendezőasszisztens
- 1972 – Fotográfia – rendezőasszisztens
- 1971 – Hangyaboly – rendezőasszisztens
- 1970 – Égi bárány – rendezőasszisztens
- 1970 – Szép leányok, ne sírjatok – rendezőasszisztens

## Díjai, elismerései

### Kitüntetések
- Kossuth-díj (2010)
- Art Mozi Egyesület díja (2010)
- Érdemes művész (2005)
- Schiffer Pál-díj (2004)
- Székesfehérvár díszpolgára (2003)
- A Magyar Köztársasági Érdemrend lovagkeresztje (2002)
- Kamera-díj (2002)
- Joseph Pulitzer-emlékdíj (1999)
- Bezerédj-díj (1998)
- Magyar Művészetért díj (1998)
- Balázs Béla-díj (1995)

### Fontosabb filmfesztiválok, díjak

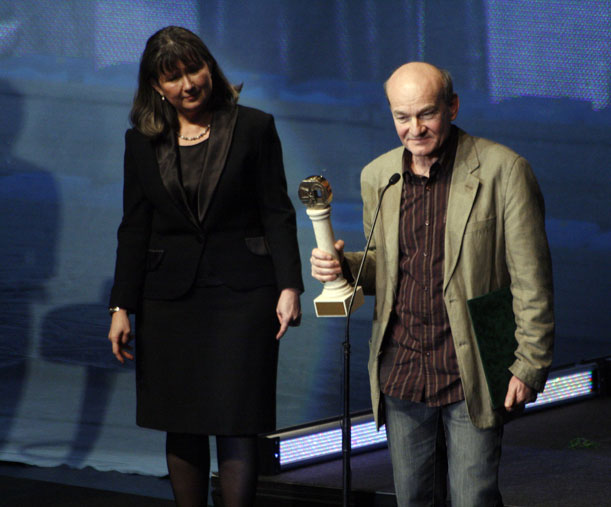
A 41. Magyar Filmszemle díjátadó ünnepségén, az Art Mozi Egyesület díjával (Eifert János felvétele)

- 21 st Sarajevo Film Festival – Special Jury Prize (2015)
- Kamera Hungária, legjobb életrajzi film (2010)
- Valladolid, 54. Semana International De Cine, Main Price (2009)
- Houston Worldfest Ezüst Remy díj (2009)
- Prága, Pozsony: One World Fesztivál (2009)
- Bécs: Human World Film Festival (2009)
- Cairo International Film Festival (2008)
- Houston Worldfest a zsűri arany-díja. (2005)
- Magyar Filmszemle Schiffer-díj, a zsűri különdíja (2004)
- Copenhagen International Documentary Film Festival (2004)
- 8 th Jihlava International Documentary Film Festival, Market (2004)
- Oscar-díjra való jelölés követelményeinek megfelelt (2003)
- Karlovy Vary International Film Festival (2002)
- Prix Italia, Bologna (2001)
- Kamera Hungária Fődíj és dokumentumfilm kategória díj (1999)
- Paris – Cinema du Réel – Special mention of Prix International de la SCAM (1999)
- Chicago – International Television Competition – Silver Plaque (1998)
- Biarritz FIPA (1997, 2002)
- San Francisco – Golden Gate Awards, Certificate of Merit (1997)
- Paris – Cinema du Réel (1997)
- Special mention, Karlovy Vary International Film Festival (1997)
- Prix Italia, Nápoly – Television Documentary Awards Special Commendation (1996)
- a Magyar Filmszemle dokumentumfilm fődíja (1993, 1998, 1999, 2000, 2002, 2010)
- a Magyar Filmkritikusok Díja (1993, 1997, 1999, 2003, 2010)
- Berlin – Prix Europa (1992, 1996)
- Nyon Documentary Festival – Silver Sestertius Award (1992)
- Prix Italia, Parma (1992)
- Magyar Filmszemle. A zsűri különdíja (1988)
- a Miskolci Tv-Fesztivál nagydíja (1988)
- a Magyar Játékfilmszemle dokumentumfilm-különdíja (1988)
- Miskolci Televíziós Fesztivál Fődíj (1988)
- INPUT fesztivál (1987, 1992)
- Miskolci Televíziós Fesztivál Dokumentum kategória díj (1986)
- a Magyar Játékfilmszemle legjobb elsőfilmes díja (1981)
- Magyar Filmszemle legjobb elsőfilmes díja, különdíj (1981)
- Silect-nagydíj (1977)

### Szervezeti tagságai
1980-tól a Magyar Filmművész Szövetségének, 1986-tól a Magyar Újságírók Országos Szövetségének (2004-ig), 1988-tól a Magyar Újságírók Szövetségének, 1991-től a Magyar Filmrendezők Céhének, 1998-tól a Magyar Történelmi Film Alapítvány kuratóriumi (2005-ig), 1998-tól a Dokumentumfilm Rendezők Klubjának (2000-ig elnöke is), 2005-től a Magyar Filmklubok és Filmbarátok Szövetségének, (2008-ig elnökségi tag), 2005-től a Magyar Filmművész Szövetségének, a választmányi, 2012-től a Magyar Filmművész Szövetségének elnökségi tagja.